# Maurice Otlet
Maurice Otlet (Schaarbeek, 13 november 1869 – Antwerpen, 1924) was een van de stichters en ontwikkelaars van de badplaats Westende aan de Belgische kust.

## Levensloop
Maurice Otlet was een jongere broer van Paul Otlet en een zoon van de ondernemer Edouard Otlet en zijn eerste echtgenote Marie Van Mons. Zelf trouwde hij in 1899 met Adolphine Roussel. 
De beide broers liepen school in het jezuïetencollege Saint-Michel in Brussel. Daar waar Paul nadien nog rechtenstudies deed, werd Maurice onmiddellijk in een van de familiale ondernemingen opgenomen.
Hij toonde al vroeg belangstelling voor de fotografie. In 1890 werd hij lid van de Association Belge de Photographie. Hij zou zijn leven lang die belangstelling bewaren en er gedeeltelijk zijn professionele activiteiten in vinden.
Vader Otlet betrok zijn beide zoons in zijn ondernemingen. In 1895 werden ze allebei beheerder van L'Entreprise, de familiale holding die de verschillende activiteiten overkoepelde. Ze werden ook beheerder van verschillende ondergeschikte vennootschappen. Dit bracht Maurice er trouwens toe om in 1900-1902 in Parijs te wonen.
Onder de vastgoedprojecten van vader en zoons Otlet, was de uitbouw van de badplaats Westende een van de belangrijkste. Begin jaren 1890 kochten ze een uitgebreide eigendom aan. De uitbouw zou door Paul, maar vooral ook door Maurice worden op zich genomen, beiden in het kielzog van hun vader, die voor deze activiteiten een vennootschap stichtte onder de naam La Westendaise. In de beginjaren speelden naast de vader vooral zoon Paul en tante Aurélie Otlet de belangrijkste rol. Pas na 1900 zou Maurice op het voorplan treden. Hij verhuisde trouwens in 1903 naar Westende om er de uitbouw van nabij te dirigeren.
Voortaan was hij, zoals zijn broer, aanwezig op grote feestelijkheden, zoals de inhuldiging van de tramlijn vanuit Oostende en de inhuldiging van het Westendse casino naar een ontwerp van Octave Van Rysselberghe. Hij tekende ook mee de contracten die werden afgesloten met de elektriciteitsmaatschappij, met de Belgische staat en met de gemeente Middelkerke. 
In 1905 nam Maurice Otlet de uitbating op zich van het op de zeedijk gevestigde Halles Westendaises, dat hij huurde van de moedermaatschappij La Westendaise en dat gelegen was naast de villa Onze Rust, waar hij zelf woonde. Doordat de moedermaatschappij andere handelszaken op de dijk weerde, beschikte hij over een handelsmonopolie.
Door de zakelijke moeilijkheden die de familie Otlet ondervond, verdween de nv La Westendaise en werd ze opgevolgd door de nv Westende Plage, eigendom van de wisselagenten Prudent Trachet en Louis Bosman. Samen met Paul en Aurélie Otlet traden ze als vereffenaars op van La Westendaise.
Tussen de nieuwe eigenaars en Maurice Otlet kwam het tot conflicten. Ze hadden vooral te maken met de handelszaak die hij leidde op de zeedijk. De nieuwe machthebbers wilden nieuwe handelscentra, wat het monopolie van Maurice aantastte. Ook al won hij processen, toch oordeelde Otlet dat de strijd te ongelijk was en in 1908 verliet hij Westende. Hij wijdde zich voortaan aan zijn handelszaak in Antwerpen op de Meir, waar hij de naam Coin de Westende aan gaf.

## Postkaarten
In het laatste deel van zijn leven kwam Otlet vooral terug naar zijn fotoliefhebberij en naar het uitgeven van postkaarten. Hij maakte reeksen over de badplaats Westende.
Tijdens de Eerste Wereldoorlog verbleef hij in Driebergen, Nederland. Hij produceerde er pacifistische en royalistische prentbriefkaarten.
Na 1918 keerde hij naar zijn zaak in Antwerpen terug en produceerde opnieuw postkaarten, onder meer publiciteitskaarten voor zijn handelszaak.